# Levi Strauss & Co.
A Levi Strauss & Co., vagy röviden Levi's (kiejtéseː [livájz]) egy amerikai multinacionális ruházati cég és divatmárka, mely leginkább a farmernadrágjairól ismert. 1853-ban alapította a Bajorországból származó német Levi Strauss, akit gyakran a "farmernadrág atyjaként" emlegetnek. A cég központja San Fransisco, de székhelye üzleti megfontolásból Delaware államban található.

## Története
A német zsidó bevándorlóként érkezett Levi Strauss San Fransiscóban kezdett üzleti vállalkozásba 1853-ban. 1858-ban David Sternnel összefogva alapította meg a mai céget. Röviddel ezután csatlakozott hozzájuk egy Renóban élő lett bevándorló, Jacob Davis, aki a cég állandó ügyfele volt. Az ő javaslatára helyeztek el először szegecseket a farmernadrágokon, így erősítve meg azok terhelési pontjait, mint például a zsebek. Davisnek nem volt elég pénze a szabadalmaztatáshoz, ezért azt javasolta Straussnak, hogy együtt védessék le a találmányt. Strauss elfogadta Davis ajánlatát, így 1873. május 20-án a két férfi megkapta az Egyesült Államok Szabadalmi és Védjegyhivatalától a 139 121-es számú szabadalmat. Ellentétben azzal a reklámkampánnyal, amely szerint Levi Strauss az első farmert az aranybányászoknak adta el a kaliforniai aranyláz idején (amely 1849-ben érte el csúcspontját), a farmerek tényleges gyártása csak az 1870-es években kezdődött. 1890-től a szegecselt farmer közkincsnek számít, így azóta a Levi's a saját termékeit 501-es számmal jelöli.
A modern farmerek az 1920-as években kezdtek megjelenni, de a fő vásárlók ekkoriban az Egyesült Államok nyugati részén élő munkások voltak. A Levi's farmerek viselése a nagyközönség körében csak az 1950-es és 1980-as évek között kezdett elterjedni.

## Kulturális hatása
A Levi's ruhákat a bányászoktól kezdve a színészekig, a Nobel-díjasokig mindenféle háttérrel rendelkező ember viselte már. Marlon Brando és Albert Einstein egyik kedvenc márkája volt. Einstein bőrdzsekijét is a Levi Strauss & Co. készítette az 1930-as években, és 2016 júliusában 110 500 fontért kelt el egy árverésen. A Levi's több tucatnyi technikát alkalmaz a vetélytársak kizárására, mind a ruházatában, mind a reklámjaiban és az üzletekben való megjelenésében. Többek között a varrott mintákkal és a ruházati címkékkel különbözteti meg sajátjait a versenytársak termékeitől. Számos szó és számjegy használatát levédette. A Levi's például 1873 óta használja az "íves dizájnt" a farmerek hátsó zsebein. A cég 1943-ban védjegyként bejegyeztette ezt a módszert, és máig csak nekik van joguk alkalmazni.
A vállalat arról is ismert, hogy progresszív, liberális ügyeket támogat. A magánszektor egyik legkorábbi, LMBT-mozgalmat támogató intézménye volt, és a 2016-os elnökválasztási kampány során 1 millió dollárt adományozott a bevándorlók és az LMBT-jogok támogatására.

## Cégstruktúra
A Levi Strauss & Co. egy multinacionális vállalat, amely három földrajzi részlegre tagolódik: A Levi Strauss Americas, székhelye San Francisco; a Levi Strauss Europe, székhelye Brüsszel; és a Levi Strauss Asia Pacific, Middle East and Africa, székhelye Szingapúr. A vállalat világszerte mintegy 16 000 embert foglalkoztat.

## Termékek
Jelenleg a Levi's termékek túlnyomó többsége a tengerentúlon készül, többnyire fejlődő országokban, így Indiában, Bangladesben, Srí Lankán, Indonéziában és Vietnámban, mivel itt érhető el az olcsó munkaerő, és a szükséges nyersanyagok. A Levi's Premium és a Levi's Vintage Clothing termékek viszont az Egyesült Államokban készülnek. A vállalat a farmereken kívül sok más terméket is gyárt, többek között ingeket, kabátokat, pulóvereket, fehérneműket, zoknikat, szemüvegeket, táskákat, cipőket, és bőrtermékek egész sorát. Az 501-es, a vállalat eredeti, modern dizájnja férfiak és nők számára egyaránt kapható. Az 500-as sorozat többi darabját férfiaknak, a 300-as, 400-as, 700-as és 800-as sorozatokat pedig nőknek tervezték.